# Andrea True
Andrea True, pseudonimo di Andrea Marie Truden (Nashville, 26 luglio 1943 – New York, 7 novembre 2011), è stata un'attrice pornografica e cantante statunitense, attiva nell'epoca della disco music; firmò i suoi dischi come Andrea True Connection.

## Biografia
Nacque in una famiglia di origine slovena: il padre, Frank, era un ingegnere che morì quando Andrea aveva sedici anni; la madre, Anne, era una cantante specializzata in polka che aveva suonato con la band di Frankie Yankovic. Giovanissima seguì le orme materne conducendo appena quindicenne la trasmissione televisiva Teen Beat, in onda sul canale WTVF (una rete locale che trasmetteva a Nashville). In seguito studiò canto e recitazione dapprima in una scuola cattolica di Nashville e poi all'Università Vanderbilt.
A 19 anni si sposò con David L. Wolfe, ma il matrimonio naufragò prestissimo. Nel 1968 si trasferì a New York per studiare recitazione e per cercare di entrare nel mondo dello spettacolo come ballerina, cantante e attrice, ma riuscì ad ottenere solo parti da comparsa. Iniziò la sua carriera da pornostar nel 1972 prendendo parte al film Meatball col nome d'arte di Singe Low (anche se, in realtà, pare avesse girato già altri film a luci rosse in Scandinavia). In totale, girerà circa 40 pellicole pornografiche.
Il suo ricordo è ora legato, più che alla filmografia hard, alla sua carriera quale interprete nel genere disco music, in cui esordì quasi per caso: nel 1975 si trovava in Giamaica a girare uno spot per una società immobiliare locale e, proprio in quei giorni, il governo giamaicano vietò il trasferimento di qualsiasi tipo di bene all’estero, in risposta alle sanzioni imposte dagli Stati Uniti dopo l’elezione del filocastrista Michael Manley come Primo Ministro.
Andrea True dovette quindi scegliere tra due opzioni: rinunciare al compenso per la pubblicità oppure spendere l'intera somma ricevuta all'interno dell'isola caraibica. Si decise per la seconda opzione e con il denaro registrò una demo di More, More, More, brano su cui aveva lavorato con il suo compagno nonché produttore discografico Gregg Diamond, dando così il via alla sua carriera discografica.
Il singolo More, More, More ottenne un grande successo e, seppur nato come progetto di impiego della True per un solo singolo, di fatto sancì l'abbandono del mondo porno per la nuova carriera, ben più redditizia, di interprete musicale, giocata soprattutto su video e titoli (si pensi a White Witch) contenenti riferimenti alla spregiudicatezza passata. Ciò fu anche poi di ispirazione per attrici pornografiche come Moana Pozzi e Ilona Staller che a loro volta tentarono esordi discografici, sempre con allusioni sessuali: solo la Staller ottenne però qualche risultato di vendite, limitatamente all'Italia.
La True continuò a cantare per altri quattro anni, ma anche se non bissò lo stesso straordinario successo di More, More, More, continuò a entrare nelle classifiche internazionali, ad esempio con What's your name, what's your number? (nel 1977). All'inizio degli anni ottanta le fu trovato un gozzo intorno alle corde vocali: la rimozione chirurgica di quest'ultimo concluse, di fatto, la sua carriera musicale (che comunque sembrava già avviata sul viale del tramonto).
Successivamente si ritirò a vita privata nella sua casa in campagna a Woodstock dove condusse una vita semplice, riservata e tranquilla; svolse dei mestieri occasionali lontano dal mondo dello spettacolo - lavorò in campo immobiliare al telemarketing, ad esempio - ma continuò a riscuotere i diritti d'autore dei suoi brani. Concesse raramente interviste e stette quasi sempre lontana dai riflettori, ma nel 2005 apparve nel documentario Inside Gola profonda. Morì nel 2011, all'età di 68 anni, a causa di un problema cardiaco.

## Discografia

### Album
- 1976 - More, More, More
- 1977 - White Witch
- 1980 - War Machine

### Singoli
- 1976 - Call Me
- 1976 - Keep It Up Longer
- 1976 - More, More, More (Disco Version)
- 1976 - More, More, More (Pt. 1)
- 1976 - Party Line/Fill Me Up/Call Me
- 1976 - Party Line
- 1977 - N.Y., You Got Me Dancing
- 1977 - What's Your Name, What's Your Number

## Filmografia parziale
- Meatball (1972) (as Singe Low)
- Hot Channels (1973)
- Devil's Due (1973)
- Madame Zenobia (1973) (as Inger Kissen)
- Deep Throat Part II (1974)
- Illusions of a Lady (1974)
- Lady on the Couch (1974)
- The Chamber Maids (1974)
- The Seduction of Lynn Carter (1974)
- Mash'd (1976)